# Телефонный план нумерации Северной Македонии
Телефонный план нумерации Северной Македонии — система, используемая для присваивания телефонных номеров в Северной Македонии. Регулируется Агентством по электронным коммуникациям (АЭК), отвечающим за связь. Международный телефонный код страны +389, при наборе телефонного номера обязательно добавляется региональный код (требования операторов фиксированной и мобильной телефонной связи).

## Образцы набора
При звонке в Скопье набирается номер следующего формата:
- 02 xxxxxxx (в Скопье)
- 02 xxxxxxx (в Македонии)
- +389 2 xxxxxxx (за пределами Северной Македонии)

При звонке на территорию Македонии набирается номер следующего формата:
- +389 2 xxxxxxx (звонок Скопье)
- +389 3x xxxxxx (звонок в Восточную Македонию)
- +389 4x xxxxxx (звонок в Центральную или Западную Македонию)
- +389 5xx xxxxx (премиум-номер)
- +389 7x xxxxxx (мобильный номер)
- +389 8xx xxxxx (бесплатный номер)

Номера формата 1xx используются для вызова экстренных служб, номер формата 10xx для вызова такси. Перед набором номера в Македонию необходимо указывать префикс для указания страны, из которой совершается звонок — 810 для России, 00 для иных стран Европы, 011 для Северной Америки. Для звонков внутри страны набирается сначала 0, а затем код города. Для звонков из пределов Македонии за рубеж нужно набрать префикс 00.

## Коды регионов
| Регион   | Код | Общины |
| -------- | --- | --- |
| Скопье   | 2   | Большое Скопье: (Аэродром, Центр, Сарай, Кисела-Вода, Гази-Баба, Бутел, Шуто-Оризари, Карпош, Чаир, Гёрче-Петров), Арачиново, Чучер-Сандево, Илинден, Петровец, Сопиште, Студеничани, Зелениково |
| Куманово | 31  | Куманово, Липково, Кратово, Крива-Паланка, Ранковце, Старо-Нагоричане |
| Штип     | 32  | Штип, Пробиштип, Радовиш, Свети-Николе, Конче, Карбинци, Лозово |
| Кочани   | 33  | Кочани, Берово, Пехчево, Виница, Македонска-Каменица, Зрновци, Чешиново-Облешево |
| Струмица | 34  | Струмица, Валандово, Василево, Босилово, Ново-Село, Дойран, Богданци, Гевгелия |
| Гостивар | 42  | Гостивар, Маврово и Ростуша, Врапчиште |
| Велес    | 43  | Велес, Кавадарци, Неготино, Чашка, Градско, Росоман |
| Тетово   | 44  | Тетово, Егуновце, Боговинье, Брвеница, Теарце, Желино |
| Кичево   | 45  | Кичево, Македонски-Брод, Пласница |
| Охрид    | 46  | Охрид, Струга, Вевчани, Дебарца, Дебар, Центар-Жупа |
| Битола   | 47  | Битола, Ресен, Новаци, Могила, Демир-Хисар |
| Прилеп   | 48  | Прилеп, Крушево, Кривогаштани, Долнени |

## Мобильные номера
| Код                | Оператор   |
| ------------------ | ---------- |
| 070, 071, 072      | T-mobile   |
| 075, 076, 077, 078 | Vip        |
| 079                | Lycamobile |

Примечание: При звонке из-за рубежа в Северную Македонию вместо 0 вводится +389.

## Экстренные службы
| Номер | Служба              |
| ----- | ------------------- |
| 112   | Спасатели           |
| 192   | Полиция             |
| 193   | Пожарные            |
| 194   | Скорая помощь       |
| 195   | Гражданская оборона |
| 196   | Помощь на дороге    |

## Телефонная нумерация в Югославии
Во время существования Социалистической Федеративной Республики Югославия коды городов и регионов Социалистической Республики Македония начинались с цифры 9, использовался национальный телефонный код +38. С 1 октября 1993 года цифра 9 добавилась в код страны (+389), в 2000—2001 годах от девятки в кодах городов отказались, заменив её на 3 и 4. Таким образом, телефонный код Скопье изменился с 091 на 02. В 2003 году телефонные номера в Скопье расширились с 6 до 7 цифр (перед оригинальным номером добавили цифру).
Таким образом, в Македонии были три формата номеров:
- Югославский (+38 91 123456)
- Македонский 1993 года (+389 91 123456)
- Македонский в наши дни (+389 2 3123456)[1]

После добавления цифры 3 в городские телефонные номера Скопье появились номера формата 30x и 39x.